# Saint-Igny-de-Roche
Saint-Igny-de-Roche è un comune francese di 716 abitanti situato nel dipartimento della Saona e Loira nella regione della Borgogna-Franca Contea.

## Società

### Evoluzione demografica
Abitanti censiti